# Evangelion: 3.0+1.0 Thrice Upon a Time
Evangelion: 3.0 + 1.0 Thrice Upon A Time (シン・エヴァンゲリオン劇場版𝄇, Shin Evangelion gekijōban), aussi nommé Shin Evangelion ou Eva 4, est un film d'animation japonais écrit par Hideaki Anno et sorti le 8 mars 2021. C'est le quatrième et dernier volet de la tétralogie Rebuild of Evangelion basée sur la série Neon Genesis Evangelion. Il a été produit et co-distribué par le studio Khara. Le film est sorti à l'international le 13 août 2021, via la plateforme de streaming de Amazon, Prime Video.
Le film se déroule en l'an 2000. Une gigantesque explosion se produit en Antarctique provoquant un cataclysme (raz-de-marée, fonte des calottes polaires) qui dévaste une grande partie de la planète. Les autorités déclarent que cette catastrophe est due à la chute d'un astéroïde. Quinze ans plus tard, l'Humanité a surmonté cet événement appelé le Second Impact. Mais de mystérieuses créatures nommées Anges font leur apparition et tentent de détruire Tokyo-3, la nouvelle capitale-forteresse du Japon construite après le Second Impact. Pour les combattre, l'organisation secrète NERV a mis au point une arme ultime, l'« Evangelion » ou « EVA », géant anthropoïde piloté comme une simple machine, qui est en réalité une créature bien mystérieuse. Quatorze ans se sont écoulés depuis la fin du Near Third Impact. Après le Fourth Impact, Asuka Shikinami Langley guide Shinji Ikari et Rei Ayanami afin de retrouver la WILLE. Pendant ce temps, cette dernière continue son combat contre la NERV.

## Synopsis
Après le Fourth Impact survenu au Japon, la WILLE se dirige vers Paris afin de récupérer des pièces de rechange pour l'entretien des Evangelions. Pour cela, l'organisation doit restaurer l'ancienne cité en réactivant le Pilier Scellement planté devant l'Arc de Triomphe. Pour mener à bien ce plan, elle doit travailler avec des ordinateurs et passer cinq "stages" de programmation pour casser l'algorithme de chiffrement de contrôle du pilier, le tout dans un temps imparti afin d'éviter de se faire repérer par la NERV. L'opération est réalisée par les membres du pont du AAA Wunder et supervisée par Ritsuko Akagi. Elle implique également la présence de l'Evangelion Unité-08β, pilotée par Mari Makinami Illustrious pour protéger la WILLE contre les attaques de la NERV, qui envoie très rapidement des Evangelion Mark.44 (modèles A et B) ainsi qu'une Evangelion Mark.4444C en représailles. Pour se défendre, l'Unité-08β est munie d'un nouveau dispositif : l'équipement ICC, qui remplace ses bras perdus lors du Fourth Impact. Aussi, l'Eva est suspendue telle une marionnette à un câble relié au AAA Wunder. Cette configuration permet à Mari de se déplacer aisément et rapidement dans un espace à 360°. Mari se débarrasse sans trop de problème des Mark.44, venus en nombre. Surgit ensuite une Evangelion Mark.4444C qui tire un puissant rayon à l'aide d'un canon à positron en direction de la WILLE. L'organisation se défend à l'aide de ses navires utilisés comme des boucliers, mais la flotte subit des dommages considérables, incapable de contrer une deuxième attaque imminente. C'est alors que l'Unité-08β-ICC s'empare de la partie supérieure de la Tour Eiffel, détruite quelques secondes plus tôt et fonce sur l'Eva Mark.4444C. Elle perce son A.T. Field en se servant de la Dame de fer comme d'une lance et détruit le canon. Les ennemis explosent et la WILLE parvient à réactiver le Pilier, marquant la réussite de l'opération. La ville de Paris n'est plus "corisée". Cela permet à la WILLE de redémarrer les installations de l'Euro NERV et de récupérer les éléments nécessaires pour mener leur future opération.
Pendant ce temps, Asuka Shikinami Langley continue de guider Rei Ayanami et Shinji Ikari à travers les terres désolées autour de Tokyo-3, à la recherche d'installations humaines. Après une journée de marche, ils sont retrouvés dans la nuit par Kensuke Aida, qui les ramène au Village-3. Shinji se réveille dans un lit d'hôpital après avoir été soigné par Tōji Suzuhara. Ce dernier présente le village à Shinji et Rei, ainsi que l'organisation KREDIT. Rei, curieuse, observe tout ce qui l'entoure. Les deux pilotes de la NERV sont invités à dormir chez Tōji et retrouvent également sa femme, Hikari Horaki et leur enfant, Tsubame Suzuhara. Le Third Children est encore bouleversé par les événements qu'il vient de vivre et la mort de Kaworu Nagisa et reste complètement insensible à ce qui l'entoure. Kensuke décide de loger Shinji et le conduit chez lui, à quelques minutes de marche du Village. Chez Kensuke, Shinji retrouve Asuka qui loge aussi ici pour être "loin des Lilins". En la voyant sortir de sa douche, Shinji remarque qu'Asuka porte un DSS Choker. Cela provoque en lui une réaction de dégout immédiate en repensant à la mort de Kaworu. La nuit, Shinji ne cesse de pleurer et ne souhaite pas se lever le lendemain matin, préférant rester prostré dans un coin en silence et refusant de s'alimenter. De son côté, Hikari présente Rei à un groupe de femmes travaillant dans les champs de riz du Village. Avec elles, Rei découvre le travail d'agricultrice et se familiarise un peu plus avec le monde qui l'entoure. Elle apprend de nombreuses choses sur les interactions humaines.
Asuka, exaspérée par le comportement de Shinji, le force à avaler la nourriture que Kensuke lui laisse chaque matin. Frustré par la situation, Shinji quitte précipitamment la maison et part s'isoler dans des ruines de bâtiment de la NERV. À distance, Asuka s'assure de savoir où il est pour en informer Kensuke, qui préfère le laisser seul pour qu'il se ressource. Rei continue sa vie au Village-3 et exprime son désir de revoir Shinji pour lui rendre son lecteur de cassette qu'elle a ramassé après le Fourth Impact. Elle le retrouve dans les ruines après s'être renseignée auprès d'Asuka qui lui remet aussi de la nourriture pour le garçon. Mais Shinji refuse catégoriquement de récupérer le walkman et Rei repart avec. Les jours passent et Rei continue de rendre visite à Shinji qui ne bouge pas et reste seul toute la journée. Finalement, les mots de Rei parviennent à le tirer de son état, le ramenant chez Kensuke où il retrouve progressivement le goût de vivre. Il fait découvrir le quotidien des survivants à Shinji et lui présente également Ryoji Kaji, qui porte le même nom que son père, mort pour mettre fin au Third Impact. Sa mère, Misato Katsuragi l'a abandonné, préférant vivre loin de lui et cacher l'identité de ses parents. Rei, à force de ne plus prendre de bain de LCL au Quartier Général de la NERV, commence à dépérir. Un matin, elle demande à Shinji de la retrouver pour lui remettre une dernière fois son walkman. Il l'accepte et après lui avoir fait ses adieux, la clone explose en une flaque de LCL sous les yeux de Shinji qui fond en larmes. Le même jour, le AAA Wunder arrive au Village-3 pour fournir des provisions aux habitants. Asuka doit ainsi rejoindre la WILLE et Shinji décide de partir avec elle, alors que Kensuke propose au garçon de rester.
Immobilisé de force par Asuka, Shinji se réveille attaché au côté de Sakura Suzuhara qui ne manque pas de le réprimander et de pleurer sur lui pour ce qu'il a fait. Shinji est conduit dans une chambre d'isolement, sans DSS Choker. Le Wunder orbite autour de la Terre, se préparant pour l'ultime mission de la WILLE pour contrer la NERV. Cette dernière prépare son coup final, déplaçant le QG de la NERV avec la Lune Noire vers l'épicentre du Second Impact en Antarctique. Gendō Ikari et Kōzō Fuyutsuki transportent avec eux l'Evangelion Unité-13, désormais transpercée par deux Lances. À la WILLE, les Evangelions Unité-02 et Unité-08 sont également remises à niveau pour participer à l'opération. À bord du Wunder, Asuka retrouve Mari avec qui elle partage sa chambre. Misato et Ritsuko organisent les derniers préparatifs et terminent de collecter les dernières graines destinées à être préservées dans des capsules de protection. Tous se préparent pour cette mission alors que la NERV atteint sa destination. Avant de rejoindre leurs Evas, Asuka et Mari vont voir Shinji dans sa cellule. Pour la première fois depuis quatorze ans, Mari et Shinji peuvent enfin se revoir et faire "un peu plus connaissance". Asuka déclare à Shinji qu'elle a cru être amoureuse de lui à l'époque, mais que depuis elle a grandi et que maintenant il est trop tard. Après leur départ, Shinji reste seul et repense à Kaworu.
Misato ordonne le début de l'opération Yamato à tous les membres de la WILLE. Le Wunder largue les capsules contenant les échantillons de graines préservées et entame sa descente dans l'atmosphère pour rejoindre l'Antarctique. Arrivé sur place, le vaisseau vole à la surface d'une couche blanche recouvrant le champ d'isolation L. C'est alors qu'un vaisseau semblable au Wunder, le NHG Erlösung, émerge du champ, commandé par Fuyutsuki. Les deux vaisseaux s'affrontent avec leurs canons avant que le Wunder ne plonge sous le champ d'isolation L, atteignant sa première couche de profondeur. Rapidement, il atteint le deuxième niveau où ils font face à des essaims d'Evangelion Infinity. Avec une visibilité limitée, un deuxième vaisseau ennemi, le NHG Erbsünde, attend le Wunder en embuscade. Pris entre les deux vaisseaux, le Wunder essuie de nombreux tirs, mais grâce à l'obstination de Misato, la WILLE parvient à foncer sur l'Erbsünde. Avec une manœuvre habile, le Wunder dépasse son adversaire et parvient à atteindre la troisième couche, où se trouve déjà la Lune Noire et le QG de la NERV. L'objectif de la WILLE est de localiser l'Evangelion Unité-13 et de le neutraliser en utilisant une Stop Plug. Les deux vaisseaux de la NERV sont toujours à la poursuite du Wunder. Grâce à un tir direct et puissant sur le QG, la WILLE localise l'Unité-13, immobilisée sur une croix et déploie la Néo-Unité-02α et l'Unité-08γ, qui se retrouvent rapidement confrontées à plusieurs Evangelion Mark.07 envoyées par la NERV. Grâce à leurs compétences et à la combinaison de leurs A.T.Field, les deux pilotes parviennent rapidement à atteindre le QG ennemi. Elles font désormais face à des ennemis plus petits et mobiles. L'Eva-08γ reste pour les affronter tandis que l'Eva-02α se dirige vers l'objectif. Mais alors qu'Asuka s'apprête à planter la Stop Plug dans le Core de l'Eva-13, un A.T.Field apparaît devant elle pour l'en empêcher. Il s'agit du champ de l'Eva-02α qui tente de se protéger.
Soudain, l'Erlösung et l'Erbsünde se replient et descendent plus profondément vers l'épicentre du Second Impact. Ils déploient des Ailes de Lumière, laissant croire à Misato qu'ils s'apprêtent à reprendre le processus du Second Impact. En réalité, ils scindent la Lune Noire en deux et forment deux gigantesques Lances entremêlées. Ritsuko indique qu'il ne s'agit pas du plan de la SEELE, mais d'un rituel inconnu visant une autre forme d'Impact. Alors que Misato s'apprête à faire feu sur l'un des vaisseaux, un troisième, le NHG Gebet, les prend par surprise et éperonne violemment le Wunder en neutralisant ses canons. Pendant ce temps, Asuka tente toujours de percer l'A.T.Field de l'Unité-02α pour atteindre le Core de l'Eva-13. N'ayant pas d'autre solution, Asuka décide de désactiver les inhibiteurs de son Eva et active le "Code 999". Elle retire son cache-œil, libérant un Pilier-Sceau. Elle l'arrache, activant son DSS Choker qui l'identifie désormais comme un Neuvième Ange. Asuka renie ainsi son humanité pour laisser l'Ange la contaminer et utiliser sa puissance pour neutraliser l'A.T.Field de l'Eva-02α. L'Ange prend possession du corps de l'Eva qui se métamorphose en un être lumineux gigantesque. Asuka parvient à percer l'A.T.Field mais au moment de porter le coup, l'Unité-13 se réveille et tire sur la Stop Plug qui explose. L'Ange commence à disparaître alors que l'Unité-13 se libère de ses entraves et que les Lances quittent son corps. L'Eva-13 saisit l'Eva-02α contaminée par la gorge avec une paire de bras et saisit l'Entry Plug d'Asuka avec l'autre. Mari comprend alors que c'était un piège orchestré par Gendō, visant à inciter Asuka à se transformer en Ange pour réaliser son plan. Au même moment, Mari continue de combattre les petits adversaires et perd les deux bras de l'unité-08γ. Dans l'Entry Plug, Asuka fait face à une clone d'elle qu'elle nomme "Shikinami-type", définie comme son modèle original. Ce double l'invite à la rejoindre avant de la faire disparaître. Le DSS Choker d'Asuka se déclenche à ce moment-là, et se referme dans le vide. Le Neuvième Ange explose en une mare de LCL quand l'Eva-13 arrache l'Entry Plug.
Simultanément, l'Evangelion Mark.09A atteint le Wunder, prenant le contrôle du vaisseau pour le ramener à son rôle initial en tant que NHG Buße. Le vaisseau "redémarre", expulsant les membres du pont hors de la salle de pilotage et ouvrant plusieurs portes, dont celle de la cellule de Shinji. Une fois le piratage terminé, le Gebet libère le Wunder et les deux vaisseaux forment à leur tour des Ailes de Lumière pour forcer la Lune Noire à prendre la forme de deux gigantesques Lances, qui détruisent le QG de la NERV par leur taille. Gendō Ikari lévite et arrive sur le Wunder. Shinji sent qu'il est temps d'agir et quitte sa cellule. Misato se rend à l'extérieur du Wunder pour confronter le Commandant de la NERV. Ritsuko arrive à son tour et tire à plusieurs reprises sur Gendō, détruisant sa visière et révélant le visage défiguré de l'homme. Les deux femmes comprennent qu'il a utilisé la Clé de Nabuchodonosor et renié son humanité, rendant son corps insensible. Gendō dévoile son plan : tuer les dieux pour permettre aux âmes humaines de s'unir en un seul être. Pour cela, il laisse l'Unité-13 dévorer le Neuvième Ange/Asuka et s'éveiller. Les Lances formées par la Lune Noire pénètrent dans l'espace au-delà de l'épicentre du Second Impact. Des milliers d'Eva en émergent pour se répandre à travers le monde et permettre aux âmes humaines de fusionner en son sein : c'est le Plan de Complémentarité de l'Homme. Gendō approfondit certains éléments liés au Second Impact et à l'extermination des Anges. Cependant, il n'en a toujours pas fini et vole l'Evangelion Unité-01 qui servait de source d'énergie au Wunder, avant de rejoindre l'Unité-13 et partir au-delà de l'épicentre du Second Impact dans une zone appelée l'Anti-Universe, sous les yeux de Shinji qui les a rejoints.
La WILLE pense ne plus être en mesure de l'arrêter alors que les Evangelions Infinity envahissent la Terre. L'Eva-08γ rejoint le Wunder, entre en état berserk et arrache le bras droit de l'Evangelion Mark.09A pour régénérer le sien. Elle achève son adversaire pour l'empêcher d'avoir le contrôle du Wunder. Shinji souhaite monter à bord de l'Eva-01 pour racheter ses fautes et se confronter à son père. Misato accepte et lui donne un DSS Choker que le garçon met sans hésitation. Les membres du pont du Wunder les rejoignent, et Midori Kitakami et Sakura Suzuhara s'opposent vivement à l'idée que Shinji pilote à nouveau. Elles pointent ensemble une arme sur Shinji mais Misato intervient, prenant une balle pour protéger le garçon. Affirmant la confiance qu'elle accorde à Shinji, Misato parvient à apaiser la situation. Désormais hors du contrôle du Mark.09A, le Wunder revient à la normale et, à bord de l'Unité-08γ, Mari rejoint le groupe et propose son aide pour permettre à Shinji de rejoindre Gendō dans l'Anti-Universe. Après avoir mis une plugsuit et fait ses adieux à Misato, Shinji monte avec Mari et ensemble, ils descendent au-delà de l'épicentre. Les membres de la WILLE retournent à leurs postes malgré l'état du Wunder, dans l'espoir de réaliser un miracle pour aider Shinji.
Dans l'Anti-Universe, l'Unité-08γ retrouve l'Unité-13 qui tient toujours l'Unité-01 dans ses bras. Avant que Shinji ne rejoigne son Eva, Mari lui demande de sauver l'âme d'Asuka qu'elle pense toujours présente dans l'Eva-13, et de l'attendre, promettant de venir le chercher. Shinji rejoint l'Entry Plug de l'Eva-01 où Rei est toujours aux commandes après les événements du Near Third Impact. Il reprend le contrôle de son Evangelion qui se réactive et attaque l'Unité-13 pour se libérer de son entrave. Il s'empare d'une Lance qui redevient la Lance de Cassius. Gendō souhaite "exaucer un vœu" et a mis toutes les chances de son côté pour parvenir à ses fins. Il entraîne son fils là où il peut réaliser son objectif, au sein de l'Objet Golgotha, un lieu créé par leurs souvenirs, immatériel et malléable, car formé par le LCL. Gendō demande à son fils de lui rendre l'Eva-01, mais il refuse et se prépare à affronter son père. Respectivement armés de la Lance de Cassius et de la Lance de Longinus, l'Unité-01 et l'Unité-13 s'affrontent dans différents décors reprenant des lieux qu'ils ont connus. Shinji ne parvient pas à faire face à son père puisque les deux Evas semblent agir exactement de la même façon. Incapable de le vaincre, le garçon cesse le combat pour engager une conversation avec son père. Gendō lui révèle ses intentions : réaliser l'Additional Impact à l'aide des Lances. En parallèle, le Magi prédit que Gendō va consumer les Lances pour initier un Impact. Sans elles, Shinji ne sera plus en mesure d'empêcher les événements à venir. Pour donner une chance au garçon, Misato propose à la WILLE de créer une nouvelle Lance à l'aide du Wunder et de la lui remettre.
Dans l'autre dimension, Gendō présente à son fils l'Evangelion Imaginary, une entité fictive qui n'existe pas dans la réalité, prenant l'apparence d'une Lilith Noire dans les yeux du garçon. La Lance de Cassius et de Longinus s'unissent, mêlant fictif et réel, et transperce l'Eva qui descend de sa croix. C'est le début de l'Additional Impact. L'Eva émerge de l'épicentre du Second Impact sous l'apparence d'un être blanc gigantesque au visage grotesque. Les Evangelions Infinity prennent l'apparence de corps féminins blancs décapités, tout aussi absurde que l'Evangelion Imaginary. Au même moment, Mari rejoint Fuyutsuki pour un dernier au revoir à son ancien professeur qui disparaît en LCL après être resté trop longtemps sans protection dans le champ Anti-L. La WILLE termine la mise en place pour la création d'une nouvelle Lance et les membres se préparent à évacuer le Wunder à l'exception de Misato qui reste sur le pont pour mener le vaisseau. À bord de l'Unité-08γ, Mari fait face à trois Evangelions similaire au Mark.09A : l'Evangelion Mark.10, Mark.11 et Mark.12. L'Eva-08γ s'attaque à elle une à une et les absorbe pour restaurer son corps et acquérir leur force. Désormais seule à bord du Wunder, Misato lance le vaisseau en direction de l'Evangelion Imaginary alors que l'Eva-08γ élimine l'Erlösung, l'Erbsünde et le Gebet. Au centre de la Complémentarité et de l'Impact, Gendō formule son souhait de voir un monde sans A.T.Field, sans aucune barrière entre les individus pour qu'il n'y ait plus d'inégalités et de rejet. Il fait cela pour Yui Ikari. Shinji comprend l'obsession de son père pour feu sa femme, et en apprend davantage sur le passé de son père et sa peur de se rapprocher des autres. Parallèlement, Misato parvient à créer la Lance de Gaïa et à la remettre à Shinji en transperçant l'Evangelion Imaginary avec le Wunder au péril de sa vie.
Finalement, Gendō finit par demander pardon à Shinji de l'avoir abandonné et prend conscience de son erreur. Il décide de ne plus être le centre de la Complémentarité, laissant à Shinji sa place. Kaworu le rejoint et lui demande ce qu'il souhaite. Shinji répond qu'il veut sauver Asuka et tous les autres et corriger les erreurs de son père. Il s'adresse alors à Asuka, dévoilant davantage sur son enfance solitaire et son entraînement pour devenir pilote d'Evangelion. Adulte, Asuka apparaît sur une plage dévastée où Shinji lui fait ses adieux. L'Eva-01 parvient à extraire l'Entry Plug de l'Eva-13 contenant Asuka, qui revient à la maison de Kensuke dans son nouveau corps. Shinji s'adresse ensuite à Kaworu. Ensemble, ils se retrouvent dans des lieux qu'ils n'ont pas connus, mais que des itérations de leurs personnes ont parcourus. Kaworu explique qu'il cherche toujours le bonheur de Shinji à chaque réincarnation de son être. Il se remémore des discussions qu'il a eues avec Ryoji Kaji après le Near Third Impact et comprend qu'il cherchait son bonheur à travers celui de Shinji. L'Ange quitte ainsi le garçon, au côté de Kaji, sereinement. Enfin, Shinji s'adresse à Rei, restée bloquée dans l'Eva-01 depuis quatorze ans. La jeune fille ne pense pas pouvoir vivre hors de l'Eva, mais Shinji lui assure qu'un nouveau monde sans Evangelion est possible; rassurée, Rei part à son tour. Avec la Lance de Gaïa, Shinji crée ce nouveau monde en se sacrifiant. Mais avant que la Lance ne le transperce, Yui, en tant qu'Eva-01, le protège et l'éjecte. Elle se sacrifie avec Gendō, en tant qu'Eva-13 et la Lance détruit toutes les Evangelions. L'Additional Impact s'arrête et tout le monde est sauvé. Sur une plage, Shinji attend Mari qui a promis de le retrouver. Elle arrive à bord de l'Evangelion Unité-08+09+10+11+12, la dernière à disparaître. Shinji la rejoint.
Sur le quai d'une gare, Mari retrouve Shinji, désormais adulte. Ils partent ensemble, dans ce nouveau monde sans Evangelion.

## Musique
Le 9 décembre 2020, il a été annoncé que le thème musical du film sera "One Last Kiss", interprété par Hikaru Utada et produit par A. G. Cook. L'album de la musique, lui aussi nommé One Last Kiss, devait être disponible en téléchargement le 24 janvier 2021, mais il a été reporté en raison du report de la date de sortie du film,.